# Phytobia unica
Phytobia unica este o specie de muște din genul Phytobia, familia Agromyzidae, descrisă de Spencer în anul 1973.
Este endemică în Jamaica. Conform Catalogue of Life specia Phytobia unica nu are subspecii cunoscute.